# Albin Csáky

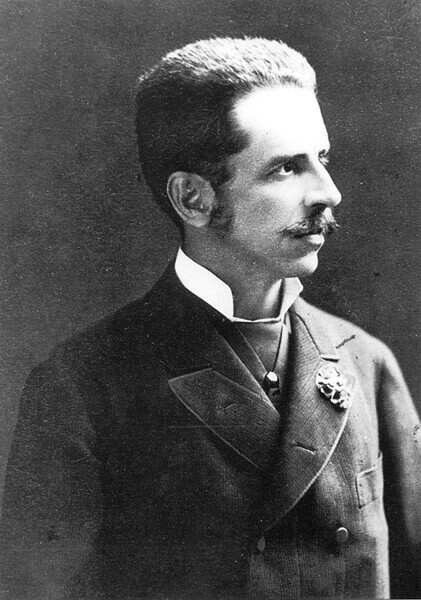
Albin Csáky

Graaf Albin Csáky de Körösszeg et Adorján (Korompa, 19 april 1841 – Boedapest, 15 december 1912) was een Hongaars politicus, die van 1888 tot 1894 de functie van Hongaars minister van Religie en Onderwijs uitoefende. 

## Biografie
Zijn middelbare studies maakte Albin Csáky af in Lőcse in Opper-Hongarije, waarna hij in Kassa ging studeren. In 1862 werd hij lid van de Hongaarse Landdag. Tussen 1900 en 1906 en een tweede maal van 1910 tot 1912 was hij voorzitter van het Magnatenhuis, het hogerhuis van de Rijksdag. In zijn hoedanigheid als minister van Onderwijs voerde hij een anti-klerikaal beleid en trachtte hij de kwaliteit van het secundair onderwijs te verbeteren. 

### Familie
Albin Csáky stamde uit het adelsgeslacht Csáky en was de zoon van Ágost Csáky (1803–1883) en Iphigenia Prónay. Zelf was hij getrouwd met gravin Anna Bolza, met wie hij zes kinderen had, waaronder de latere (kortstondige) minister van Buitenlandse Zaken Imre Csáky.